# Уляскі (Пултуський повіт)
Уляскі (пол. Ulaski) — село в Польщі, у гміні Обрите Пултуського повіту Мазовецького воєводства.
Населення — 85 осіб (2011).
У 1975-1998 роках село належало до Остроленцького воєводства.

## Демографія
Демографічна структура станом на 31 березня 2011 року:
|          | Загалом | Допрацездатний вік | Працездатний вік | Постпрацездатний вік |
| -------- | ------- | ------------------ | ---------------- | -------------------- |
| Чоловіки | 39      | 9                  | 24               | 6                    |
| Жінки    | 46      | 13                 | 22               | 11                   |
| Разом    | 85      | 22                 | 46               | 17                   |